# Czerniki (Ermland-Mazurië)
Czerniki (Duits: Schwarzstein) is een dorp in de Poolse woiwodschap Ermland-Mazurië. De plaats maakt deel uit van de gemeente Kętrzyn en telde 274 inwoners in 2011.

## Verkeer en vervoer
Het Station Czerniki had verbindingen met Kętrzyn en Station Węgorzewo. De passagiersdiensten eindigden in 1992, in 2000 eindigde ook het goederenvervoer. Sinds 2008 rijdt er een toeristentrein.

## Sport en recreatie
- Door deze plaats loopt de Europese wandelroute E11. De E11 loopt van Den Haag naar het oosten, op dit moment de grens Polen/Litouwen. Ter plaatse komt de route van het zuidwesten van Karolewo en vervolgt in noordoostelijke richting naar Gierłóz en de Wolfsschanze.